# Miroslav Donutil

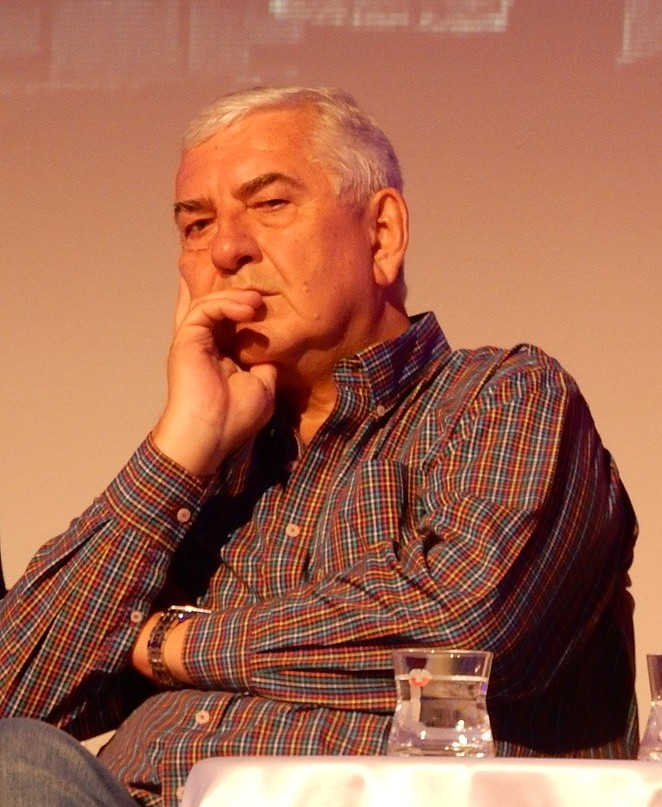
Miroslav Donutil (2016)

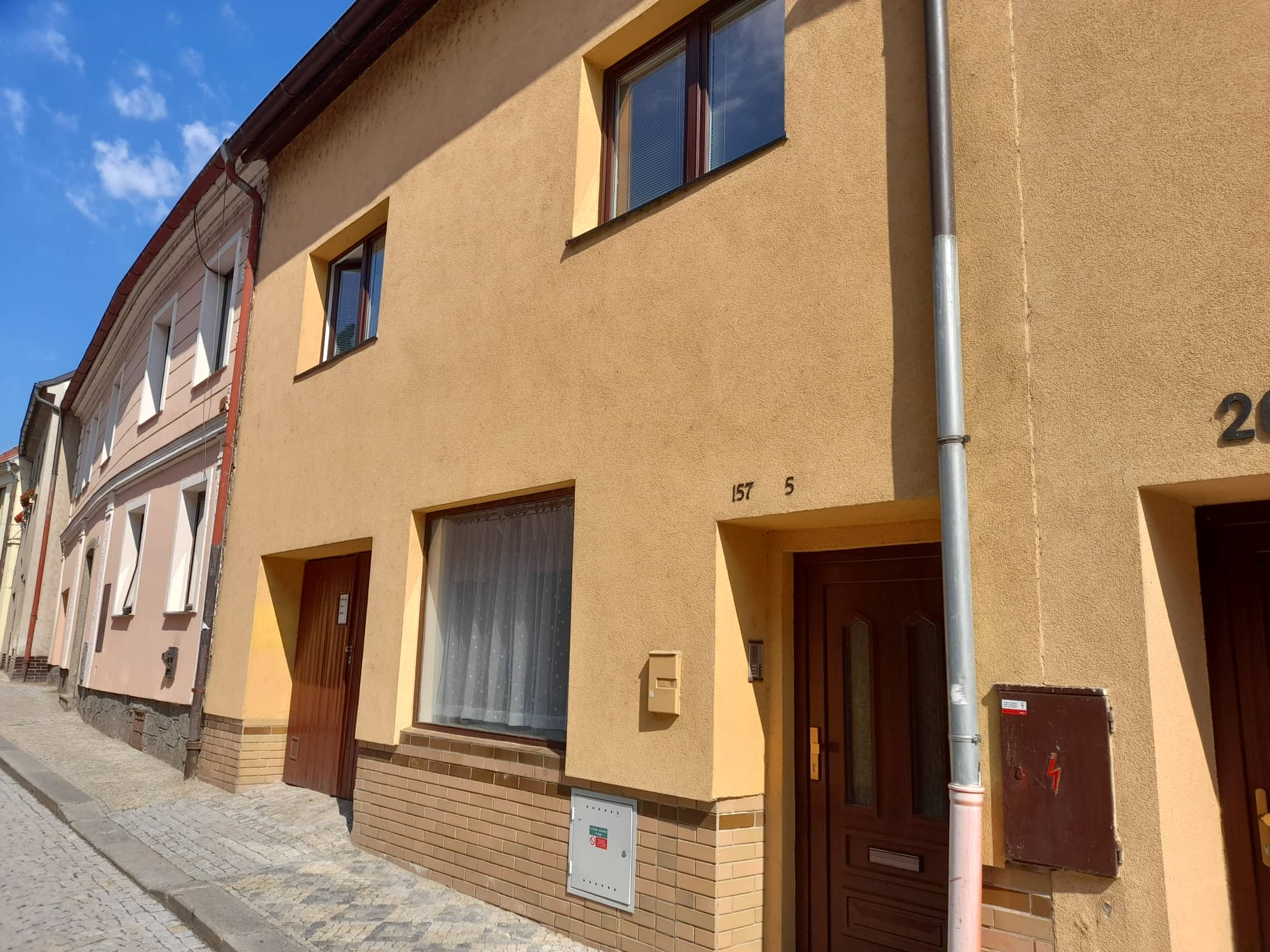
Rodný dům Miroslava Donutila v Hlavově ulici v Třebíči

Miroslav Donutil (* 7. února 1951 Třebíč) je český herec, moderátor, bavič a zpěvák. Je bývalým členem činohry Národního divadla v Praze. V roce 2021 obdržel čestné občanství města Třebíče.

## Život
Narodil se v Třebíči a vyrůstal ve Znojmě, většinu svého dětství ale nakonec prožil v Brně. Jeho rodiče byli ochotníky. V roce 1973 vystudoval činoherní herectví na Janáčkově akademii múzických umění v Brně. Již za studií hrál v Divadle Husa na provázku v Brně, kde působil od roku 1973 až do roku 1990. Poté se stal členem souboru Činohry Národního divadla, kde působil do roku 2013. Miroslav Donutil je od svých osmnácti let epileptik. S manželkou Zuzanou mají dva syny. Starší syn Tomáš pracuje jako informatik a mladší syn Martin je hercem. I s manželkou se jezdí již několik desítek let v létě rekreovat do obce Bobrová na Vysočině, kde mají apartmán.[zdroj?]

## Herecké schopnosti
Je ceněn zejména jako nadaný komik a vypravěč. Jiří Suchý jej nazval klaunem z Boží milosti a prohlásil, že Donutilův Truffaldino v Goldoniho Sluhovi dvou pánů způsobil, že se v Národním divadle i se vším publikem opravdu nekontrolovaně řehtal, což se mu stává opravdu málokdy.
Z televizních a filmových rolí Miroslava Donutila je snad nejpopulárnější postava svérázného beskydského lékaře Martina Elingera ze dvou šestnáctidílných řad seriálu Doktor Martin z let 2015 - 2016. Pro velký úspěch seriálu se o několik let později tato postava objevila znovu ve volných pokračováních Záhada v Beskydech a Strážmistr Topinka.

## Dílo

### Divadlo

#### Divadlo Husa na provázku
- 1975 M. Uhde, M. Štědroň: Balada pro banditu, Nikola Šuhaj, režie Zdeněk Pospíšil
- 1976 Miloš Pospíšil: Velký vandr, Jedouš Slim, Herbert Vopička, režie Peter Scherhaufer
- 1977 Dario Fo: Mistero Buffo, režie Peter Scherhaufer
- 1981 F. M. Dostojevskij, P. Scherfaufer, Z. Petrželka: Karamazovci, Postava Fjodora Pavloviče Karamazova, režie Peter Scherhaufer
- 2014 Peter Shaffer: Amadeus (tj. Milovaný Bohem), Antonio Salieri, režie Vladimír Morávek

#### Národní divadlo
- 1990 Anton Pavlovič Čechov: Strýček Váňa, Ivan Vojnickij, Národní divadlo, režie Ivan Rajmont
- 1990 Ödön von Horváth: Kazimír a Karolína, Kazimír, Národní divadlo, režie Miroslav Krobot
- 1991 William Shakespeare: Jak se vám líbí, Šašek, Národní divadlo, režie Ivan Rajmont
- 1991 Tirso de Molina: Sevillský svůdce a kamenný host, Catalinón, Národní divadlo, režie Miroslav Krobot
- 1992 Eugène Ionesco: Židle, Stařeček, Národní divadlo, režie Jan Kačer
- 1992 Luigi Pirandello: Je to tak, chcete-li, Lamberto Laudisi, Národní divadlo, režie Luboš Pistorius
- 1993 Henrik Ibsen: Divoká kachna, Hjalmar Ekdal, Národní divadlo, režie Ivan Rajmont
- 1993 Ferdinand Peroutka: Oblak a valčík, Kraus, Národní divadlo, režie Jan Kačer
- 1994 Carlo Goldoni: Sluha dvou pánů, Truffaldino, Národní divadlo, režie Ivan Rajmont
- 1994 Karel Steigerwald: Nobel, Adam, Národní divadlo, režie Ivan Rajmont
- 1996 Antonín Máša: Podivní ptáci, Sváťa Bor, Národní divadlo, režie Jan Kačer
- 1996 Anton Pavlovič Čechov: Višňový sad, Gajev, Národní divadlo, režie Ivan Rajmont
- 1997 William Shakespeare: Sen noci svatojánské, Mikuláš Klubko, Národní divadlo, režie Jan Kačer
- 1998 Ronald Harwood: Na miskách vah, Major Steve Arnold, Národní divadlo, režie Ivo Krobot
- 1999 Michail Bulgakov: Mistr a Markétka, Woland, Národní divadlo, režie Oxana Meleshkina Smilková
- 1999 William Shakespeare: Mnoho povyku pro nic, Dogberry, Národní divadlo, režie Enikö Eszenyi
- 1999 William Shakespeare: Hamlet, Polonius, Národní divadlo, režie Ivo Krobot
- 2001 John Osborne: Komik, Archie Rice, Národní divadlo, režie Ivan Rajmont
- 2001 William Shakespeare: Večer tříkrálový, Tobiáš Říhal, Národní divadlo, režie Enikö Eszenyi
- 2003 William Shakespeare: Romeo a Julie, Kapulet, Národní divadlo, režie Vladimír Morávek
- 2004 Ladislav Stroupežnický: Naši furianti, Jakub Bušek, Národní divadlo, režie Jan Antonín Pitínský
- 2004 Karel Steigerwald: Pronásledování a umučení dr. Šaldy, Dr. Nývlt, Národní divadlo, režie Michal Dočekal
- 2006 Nikolaj Vasiljevič Gogol: Revizor, Hejtman, Národní divadlo, režie Michal Dočekal
- 2008 Molière: Don Juan, Don Juan, Národní divadlo, režie Jan Nebeský
- 2010 Karel Čapek: Věc Makropulos, Jaroslav Prus, Národní divadlo, režie Robert Wilson
- 2011 Nick Whitby: Být či nebýt, Josef Tura, Národní divadlo, režie Daniela Špinar
- 2012 Pierre Beaumarchais: Bláznivý den aneb Figarova svatba, Hrabě Almaviva, Národní divadlo, režie Michal Dočekal

### Film a televize
- Venca (1972)
- Potulné pohádkové divadlo (1974)
- Čistá řeka (1978) – Hloch
- Balada pro banditu (1978) – Nikola Šuhaj
- Postřižiny (1981) – podomek
- Straka v hrsti (1983) – Nosatec
- Slivovice (1983)
- Zastihla mě noc (1985) – katecheta
- Výměna (1985)
- Čarovné dědictví (1985) – rejtar
- Outsider (1986) – dr. Bartoš
- Galoše šťastia (1986) – kapitán
- Správná trefa (1987) – Potužník st.
- Figurky ze šmantů (1987) – Placák
- Rozsudky soudce Ooky (1988) – Óoka
- Iba deň (1988) – Pipco
- O buchtách a milování (1990)
- Keď hviezdy boli červené (1990) – Dzurjanik
- Jen o rodinných záležitostech (1990) – referent
- Tankový prapor (1991) – nadporučík Růžička
- Podivné jméno pro psa (1992) – Emil
- Kocourkov (1992) – Emil
- Dědictví aneb Kurvahošigutntag (1992) – JUDr. Ulrich
- Černí baroni (1992) – poručík Troník
- Uctivá poklona, pane Kohn (televizní seriál, 1993) – Lederer v 5. dílu Abychom zdraví byli
- Hotýlek v srdci Evropy (1993) – Otík Kocián
- Tři Alberti a slečna Matylda (1994)
- Pevnost (1994) – důstojník
- Legenda Emoke (1994)
- Nevinný (1995)
- Fany (1995) – kostelník Homolka
- Lea (1996) – Gregor Palty
- Eine Kleine Jazzmusik (1996) – ředitel Czermak
- Drákulův švagr (1996)
- Drákulův švagr (televizní seriál, 1996) – Arné Vulkán v 9. dílu Uškrcená laborantka
- Trampoty pana Humbla (1997) – Karel Humbl
- Motel Anathema (1997)
- Legenda Emöke (1997)
- Pelíšky (1998) – Šebek
- Pasti, pasti, pastičky (1998) – Josef Dohnal
- Hotel Herbich (televizní seriál, 1999) – Karel Herbich
- Společnice (2000)
- Český Robinson (televizní seriál, 2000)
- Případy detektivní kanceláře Ostrozrak (televizní seriál, 2000) – Kleingöring
- Sluha dvou pánů (2000)
- Útěk do Budína (2002) – Jožka
- Borůvkový vrch (2002) – Karel Král
- Želary (2003) – kněz
- Nuda v Brně (2003) – Miroslav Norbacher
- Bankrotáři (2003) – věčný bankrotář Čechura
- Nadměrné maličkosti (2004) – otec v epizodě Nehoda
- I ve smrti sami (2004) – Enno Kluge
- Sklo (2005)
- Román pro ženy (2005) – Žemla
- Hrubeš a Mareš jsou kamarádi do deště (2005) – Václav Hrubeš st.
- Zlá minuta (2005) - detektiv Klubíčko
- Četnické humoresky (televizní seriál) – fotograf Líbal v III. řadě (2007)
- Muž a stín (2007) – vrchní inspektor Klubíčko
- 15:29 (2007)
- Devatenáct klavírů (2008) – vrchní inspektor Klubíčko
- 3 plus 1 s Miroslavem Donutilem (cyklus televizních povídek, 4× ročně v letech 2004–2010)
- Román pro muže (2010) – Cyril Novák
- Dešťová víla (2010) – Lakota
- Co v detektivce nebylo (2013) – Bednár
- Dědictví aneb Kurvaseneříká (2014) – JUDr. Ulrich
- 10 pravidel jak sbalit holku (2014) – Markův otec
- Doktor Martin (2015–2018) – doktor Martin Elinger
- Strážmistr Topinka - doktor Martin Elinger
- Myši patří do nebe (2021) - dabing

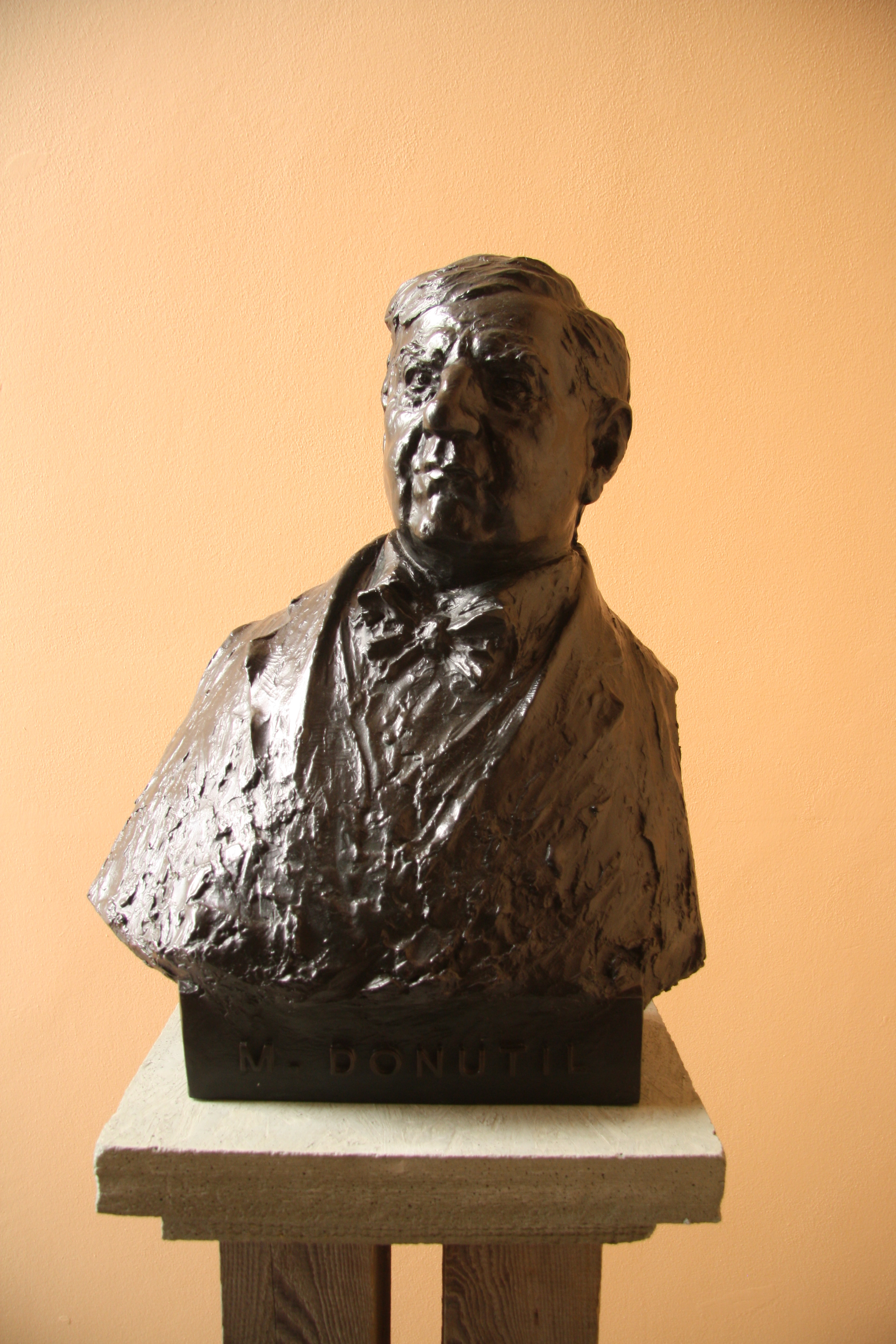
Busta Miroslava Donutila v třebíčském divadle Pasáž

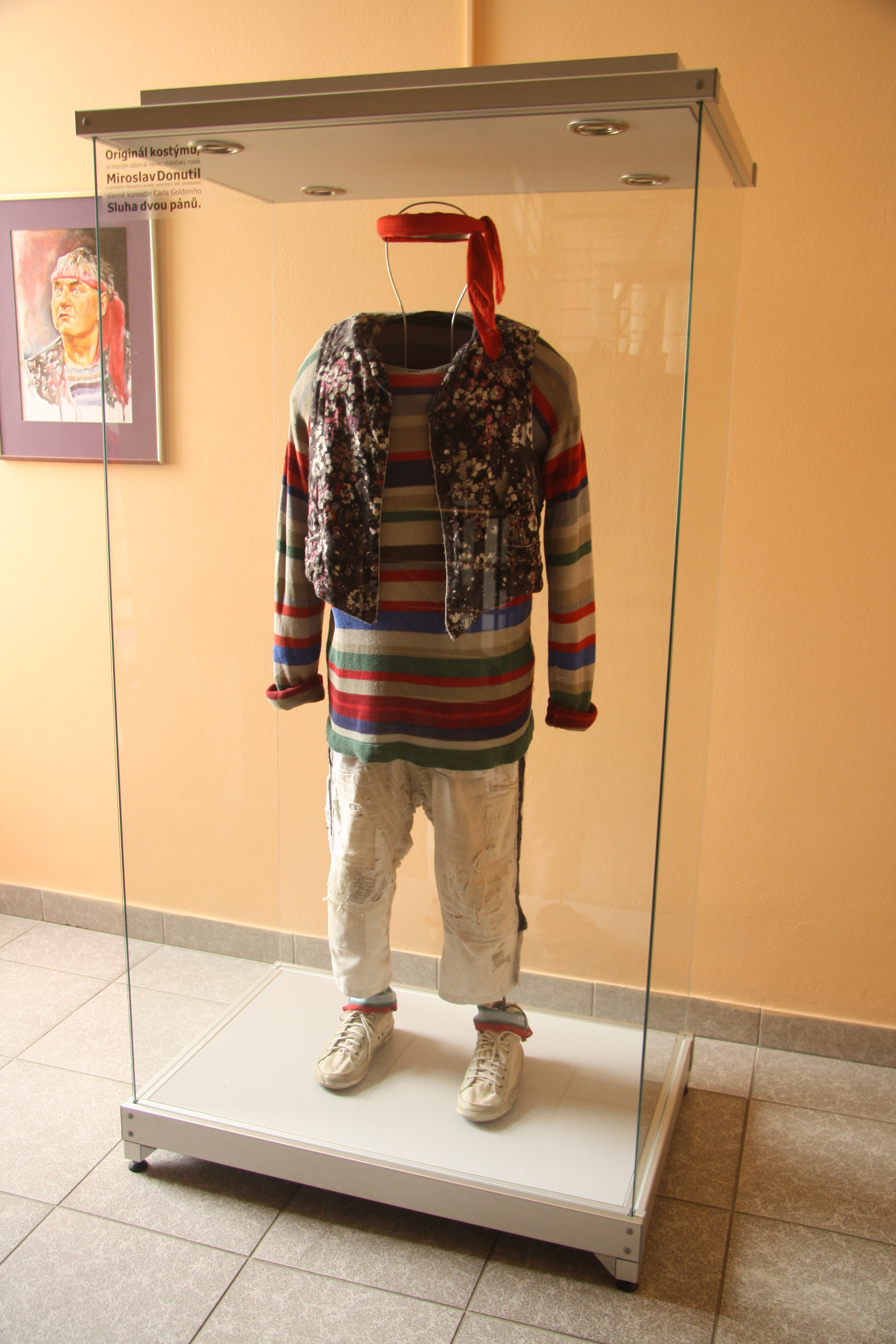
Kostým Miroslava Donutila ze hry Sluha dvou pánů vystavený v třebíčském divadle Pasáž

- Atlas ptáků (2021) - Ivo Róna
- Grand Prix (2022)
- Bandité pro Baladu (2022)

### Rozhlasové role
- Oldřich Rafaj: Soudruhům, kteří přijdou po nás (1973) – role: Mirek. Režie Jan Tůma.
- Gerhard Stübe: John Reed (1976) – role: druhý rudoarmějec. Režie Olga Zezulová.
- Milan Uhde: Balada pro banditu (1976) – role: Nikola Šuhaj. Režie Zdeněk Pospíšil.
- Nedjalko Jordanov: Moped (1978) – role: voják. Režie Olga Zezulová.
- Jiří Švéda: Havárie (1978) – role ing. Kamil Coufal. Režie Jiří Valchař.
- Ivan Kříž: Skladba cti (1981) – role: řidič. Režie Věra Fajtová.
- Ion D. Sirba: Osamělost kosa v podzimních dnech (1984) – role: Grama. Režie Eva Řehořová.
- Ota Schmidt: Kariéra (1984) – role: Mykiska. Režie Eva Řehořová.
- Jiří Souček a František Velíšek: Chorál pro mého učitele (1985) – role: důstojník SS. Režie Zdeněk Kozák.
- Václav P. Borovička: Viktory Boy (1985) – role: Roobin. Režie Zdeněk Kozák.
- Jiří F. Hájek: Signály budoucího času (1986) – role: Burda. Režie Zdeněk Kozák.
- Oto Schmidt a Draža Beňová: Nedosněný sen (1986) – role: Alois Mrštík. Režie Zdeněk Kozák.
- Jiří Daněk: Zadrž blesk na cestě jeho… (1986) – role: kaplan. Režie Zdeněk Kozák.
- Rustam Ibragimbekov: Příběh z pracovny (1986) role: Kedrov. Režie Zdeněk Kozák.
- Dušan Uhlíř: Slunce nad Slavkovem (1987) – role: Napoleon Bonaparte. Režie Jaromír Ostrý.
- Otto Schmidt: Podepsán Roman (1987) – role: dr. Julius Grégr. Režie Zdeněk Kozák.
- Ludvík Kundera: Chameleon aneb Josef Fouché (1987) – role: Josef Fouché. Režie Zdeněk Kozák.
- Ivan Kříž: Bílý motýl v černé hodině (1987) – role: Hudec. Režie Zdeněk Kozák.
- Heikki Peltonen: Anneli (1987) – role: Reino. Režie Eva Řehořová.
- František Velíšek: Mys dobré naděje (1988) – role: novinář. Režie Jaromír Ostrý.
- Oldřich Daněk: Bitva na Moravském poli (1988) – role: písař. Režie Pavel Hradil.
- Lion Feuchtwanger: Jasnovidec (1989) – role: Hannsjürg Lautensack. Režie Zdeněk Kozák.
- Bertolt Brecht: V džungli měst (1990) – role: Garga. Režie Eva Řehořová.
- Karol Sidon: Kdo jsem, že doufám (1991) – role: muž. Režie Markéta Jahodová.
- Ivan Olbracht – Zdeněk Kozák: Nezadržitelný vzestup Eduarda Žáka aneb Bejvávalo (1991) – role: Eduard Žák. Režie Zdeněk Kozák.
- Petr Balajka: Julius Zeyer (1992) – role: ředitel Národního divadla F. A. Šubert. Režie Markéta Jahodová.
- Jiří Just: Malý kabinetní rozhovor (velkého realisty s neinženýrem lidské duše) (1993) – role: primář. Režie Petr Adler.
- Květa Legátová: Ostrov slušných lidí (1993) – role: Řachta, zločinec. Režie Ivan Chrz.
- Christina Calvo: Amok (1993) – role: Otto. Režie Petr Adler.
- Eugéne Ionesco: Autosalon (1993) – bez uvedení role. Režie Markéta Jahodová.
- Leo Rosten: Pan Kaplan má stále třídu rád (1996), desetidílný seriál, překlad a režie Antonín Přidal. Role: Hyman Kaplan. Dále účinkují Ladislav Lakomý, Jaroslav Kuneš, Drahomíra Hofmanová, Jana Hlaváčková, Jana Janěková, Jiří Dušek, Arnošt Goldflam, Eva Hradilová, Monika Maláčová, Ivana Valešová, Jiří Tomek, Gabriela Ježková a Jitka Škápíková. Natočeno v roce 1996 v Českém rozhlasu Brno.
- Woody Allen: Postava Kugelmasse (1996) – role: Velký Persky. Režie Ivan Chrz.
- O.Henry: Pět šípů Amorových (1996) – role: Jeff. Režie Ivan Chrz.
- Alois a Vilém Mrštíkové: Rok na vsi (1997) – role: Vrbka. Režie Markéta Jahodová.
- Geoges Courteline: Pan Kapric (1997) – role: pan Kapric. Režie Ivan Chrz.
- Francois Mauriac: Fernandovo blaho (1997) – role: Fernard. Režie Otakar Kosek.
- Jiří Horák: Říjen v Carlsbadu (1997) – role: Petr I. Veliký, ruský car. Režie Vlado Rusko.
- Karel Václav Rais – Miroslav Stuchl: Koblihy (1997) – role: Stružinka, tulák. Režie Markéta Jahodová.
- Miloš Pospíšil: Velký vandr (1998) – bez uvedení role. Režie Zdeněk Kozák.
- Májový (Antiformalistický) ráječek (1999) – rekonstrukce tajné Šostakovičovy miniopery. Libreto a hudba Dmitrij Šostakovič. Překlad a komentář Miloš Štědroň. Uvádí Olga Jeřábková a Miloš Štědroň. Účinkuje Miroslav Donutil. Natočeno 1999. Premiéra 30. 4. 1999.
- Karel Poláček – Jiří Hubička: U Zlatého havrana (1999) – role: Brejha. Režie Ivan Chrz.
- Karel Hvížďala: Veverky na tři řádky (2000) – role: redaktor. Režie Ivan Chrz.
- Věra Eliášková: Úspěšný prorok (2000) – role: Jonáš. Režie Ivan Chrz.
- Josef Nesvadba: Smrt robota (2001) – role: Rozum. Režie Ivan Chrz.
- Ödön von Horváth: Povídky z Vídeňského lesa (2002) – role: kouzelník. Režie Markéta Jahodová.
- Alois a Vilém Mrštíkové: Maryša (2002) – role: Vávra, mlynář. Režie Markéta Jahodová.
- Federico Fellini: Mimořádný program č. 7 (2002) – role: režisér. Režie Ivan Chrz.
- Pavel Kohout – Jelena Mašínová: Požár v suterénu (2009) – role: požární velitel Vodička. Režie Ivan Chrz.
- George Agathonikiadis: Na Moravě nekvetou olivy (2019) – četba na pokračování. Režie George Agathonikiadis.
- George Agathonikiadis: Úsměv samoty (2019) – role: Julius. Režie George Agathonikiadis.

### Moderování
- Miroslav Donutil v Baráčnické rychtě (1998)
- Na kus řeči (2001), Česká televize
- Nedělní šálek kávy s Miroslavem Donutilem (2004–2008), Český rozhlas[8]
- Cestou necestou s Miroslavem Donutilem (2007), Česká televize[9]
- Trumfy Miroslava Donutila (2012–2013), Česká televize
- Televizní legendy (2013), Česká televize
- 55 minut s Miroslavem Donutilem (2013), Česká televize
- Nedělní šálek kávy s Miroslavem Donutilem

### Diskografie

#### Mluvené slovo
- Ptejte se mne na co chcete, já na co chci odpovím
- Furt ve střehu
- Pořád se něco děje
- Historky z Provázku
- Cestou Necestou
- Černí baroni (audiokniha)

#### Zpěv
- Písničky z Balady pro banditu (1996)
- Písničky, které mám rád (1997)
- Ten báječnej mužskej svět (1998)
- Písničky z Provázku (1999)
- Miroslav Donutil v Hotelu Herbich (2000)

## Dabing, výběr
- Honba za klenotem Nilu (1986) – Dr. Varnick
- Šeherezáda a gentleman (1990) – Jimmy
- Beethoven (1991) – Dean Jones (Dr. Varnick)
- Tanec s vlky (1991) – Kevin Costner (poručík Dunbar)
- Dokonalý svět – (1993) – Kevin Costner (Robert 'Butch' Haynes)
- Osobní strážce – (1993) – Kevin Costner (Frank Farmer)
- Pohotovost (1994–2002, 2009) – Anthony Edwards (Dr. Mark Greene)
- Všechna jitra světa – (1995) – Gérard Depardieu (Marin Marais)
- Jean od Floretty – (1995) – Gérard Depardieu (Jean de Florette)
- Vodní svět – (1996) – Kevin Costner (Námořník)
- Poslední metro – (1996) – Gérard Depardieu (Bernard Granger)
- Wyatt Earp – (1997) – Kevin Costner (Wyatt Earp)
- Soudce a vrah – (1997) – Philippe Noiret (soudce Rousseau)
- Hodinář od sv. Pavla – (1997) – Philippe Noiret (Michel Descombe)
- Hra snů – (2000) – Kevin Costner (Billy Chapel)
- Bimboland – (2001) – Gérard Depardieu (Laurent Gaspard)
- Balzac – (2002) – Gérard Depardieu (Honoré de Balzac)
- Bratrstvo ticha – (2004) – Gérard Depardieu (Joachim)
- Jak moc mě miluješ? – (2007) – Gérard Depardieu (Charly)
- Herci – (2007) – Gérard Depardieu (Gérard Depardieu)
- Píseň pro tebe – (2008) – Gérard Depardieu (Alain Moreau)
- Paříži, miluji Tě – (2008) – Gérard Depardieu (vlastník kavárny)
- Malý svět dona Camilla – (2008) – Gino Cervi (Giuseppe "Peppone" Bottazzi)
- Návrat dona Camilla  – (2008) – Gino Cervi (Giuseppe "Peppone" Bottazzi)
- Profesionální manželka – (2012) – Gérard Depardieu (Maurice Babin)
- Jiný Dumas – (2012) – Gérard Depardieu (Alexandre Dumas)
- Soudce a vrah – (2013) – Philippe Noiret (soudce Rousseau)
- Hodinář od sv. Pavla – (2013) – Philippe Noiret (Michel Descombe)

## Ocenění a nominace
Miroslav Donutil byl nominován v kategorii: nejlepší vedlejší herec ve filmu Nuda v Brně (2003) ,nejlepší herec ve filmu Atlas ptáků (2021), nejlepší vedlejší herec ve filmu Pasti, pasti, pastičky (1998) kde vyhrál.
V roce 2016 mu byla městem Třebíč udělena Cena města Třebíče. V únoru 2019 byla v třebíčském divadle Pasáž odhalena Miroslavu Donutilovi bronzová busta od mladého akademického sochaře Sebastiana Wojnara, stejně tak ve foyer divadla vystaven kostým ze hry Sluha dvou pánů, kterou Donutil hrál v Národním divadle. Busta byla financována místními společnostmi a přáteli Miroslava Donutila.

### Filmy a dokumenty o životě
- Neobyčejné životy: Miroslav Donutil
- 60 pečetí: Miroslav Donutil (2013)